# Constantin Oprișan
Constantin „Costache” Oprișan (n. 16 martie 1921, Oncești, Bacău, România – d. 26 iulie 1958, Jilava, Ilfov, România) a fost un fascist și legionar român care a ocupat poziția de conducător al organizației legionare Frățiile de Cruce la nivel național.
În calitate de subiect notoriu al Experimentului Pitești și al procesului de reeducare comunistă din România, face parte dintr-un grup de personaje cu concepții fasciste-legionare și naționaliste radicale de dreapta, care au fost supuse unor represalii în epoca respectivă, în prezent martirizate, subiect de promovare a unui cult, intitulat Sfinții închisorilor.  Această campanie este derulată de grupuri ortodoxiste sau de oameni care obțin foloase financiare din promovarea acestora, precum și de către grupuri neofasciste și neolegionare.
Dincolo de aspectul ilustrat mai sus, Constantin Oprișan rămâne o victimă notorie a sistemului concentraționar și represiv comunist din România; el și-a impresionat colegii de detenție politică prin calitățile sale umane și prin amploarea trăirilor religioase personale, aflate în raport cu martirajul la care a fost supus, precum și prin sprijinul moral acordat colegilor săi de suferință.

## Primii ani
A fost fiu de răzeș și s-a născut la Oncești, situat pe atunci în județul Tecuci.
A absolvit liceul în anul 1940, an în care s-a înscris în Frățiile de Cruce. Dată fiind intrarea ulterioară în conflict a Gărzii de Fier cu Ion Antonescu în anul 1941, a fugit în Germania în același an, unde a asistat la cursurile existențialistului Martin Heidegger. În perioada 1942-1944, alături de alți legionarii refugiați din România, a fost internat în lagărul de la Buchenwald.
Inițial privilegiați în Germania, după ce Horia Sima a fugit în Italia, în 1942, o parte dintre gardiștii au fost concentrați la Buchenwald dar separat față de ceilalți deținuți, cu condiții similare altor reținuți politici – pe post de „Ehrenhäftlinge” („deținuți de onoare”).
Eliberat din lagăr la 24 august 1944, s-a antrenat în Germania pentru a fi parașutat în România ca să lupte în spatele frontului împotriva Armatei Roșii, planul respectiv fiind abandonat în primăvara anului 1945. Reîntors în România în același an, a preluat conducerea Frățiilor de Cruce, în ilegalitate.
Înscris la Facultatea de Litere și Filosofie din Cluj în anul 1946, i-a avut printre profesori pe Lucian Blaga și Dumitru Roșca devenind asistent al ultimului, în anul III de studii.

## Perioada de detenție
A fost arestat la 15 mai 1948, în anul III de facultate. Drept efect al poziției sale de conducător național al Frăților de Cruce din Mișcarea legionară, Constantin Oprișan a fost condamnat la 25 de ani de muncă silnică. Trimis inițial la Jilava, a fost deținut ulterior la Pitești, Gherla (din 1951) Târgu Ocna, Văcărești și la sfârșit, din nou la Jilava.

Locuri de detenţie
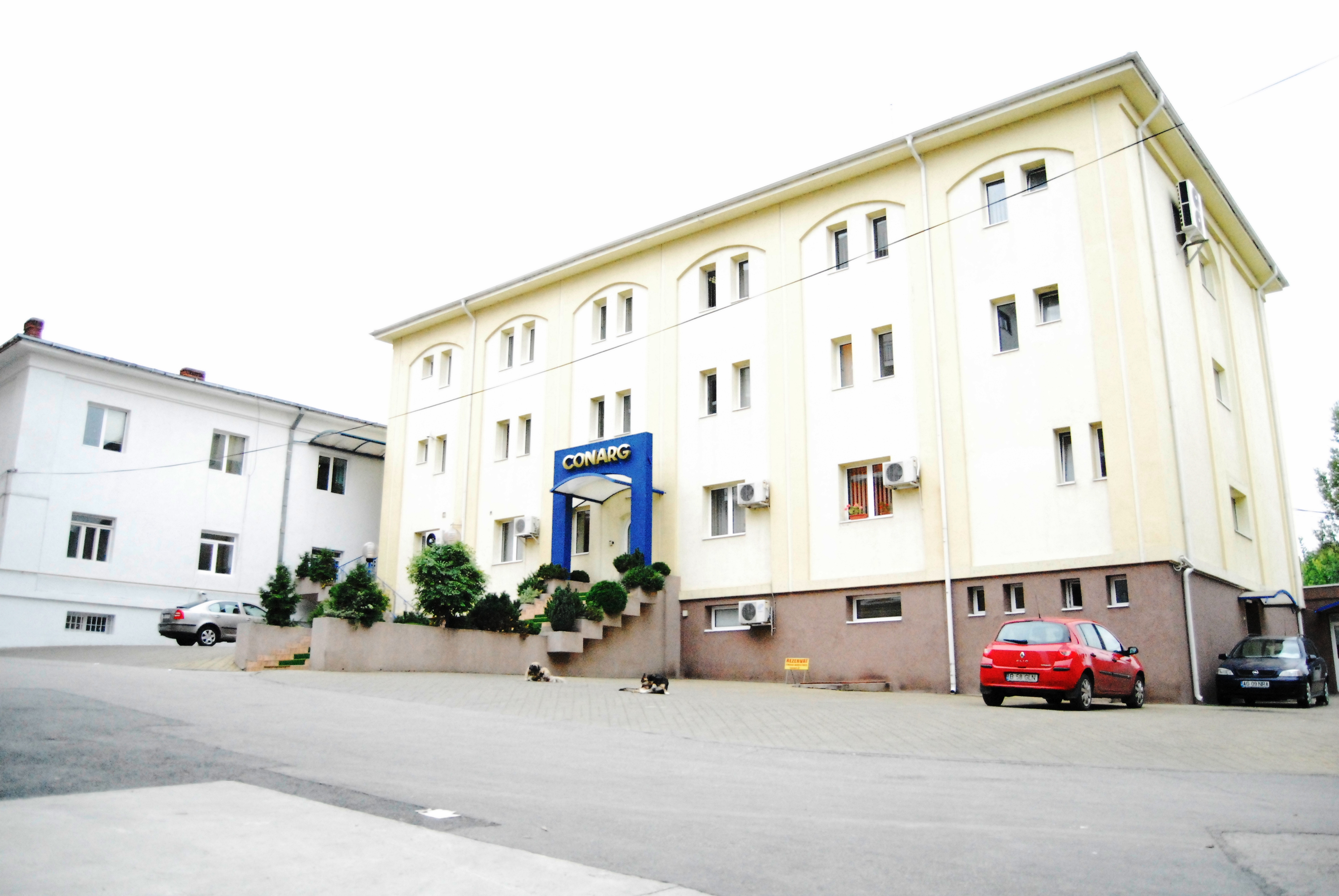
Una dintre fostele clădiri ale închisorii Piteşti
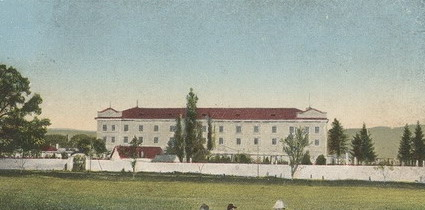
Închisoarea Gherla
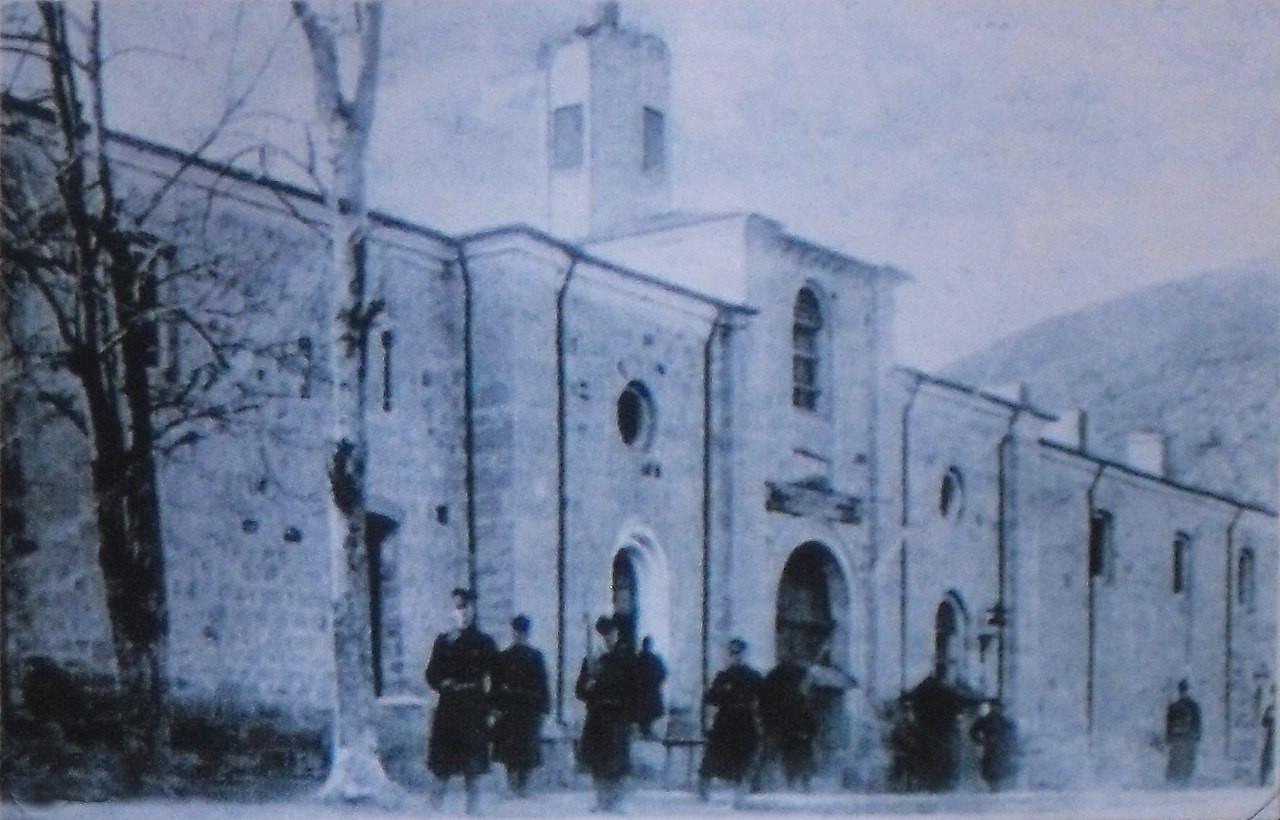
Penitenciarul-Spital Târgu Ocna

A fost descris de către colegii săi de detenție drept un tânăr eminent, filosof, poet și eseist, cunoscător al existențialismului religios și al trăirismului apărut în închisoare. I-a impresionat pe deținuții politici prin cultura sa, prin caracterul de care a dat dovadă, prin amploarea trăirilor religioase personale, aflate în raport cu martirajul la care a fost supus de către torționarii săi din închisoare, cu predilecție de către Eugen Țurcanu și prin sprijinul moral acordat colegilor săi de suferință.

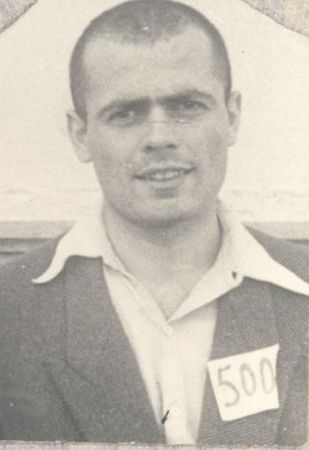
Eugen Țurcanu a fost principalul torționar al lui Constantin Oprișan, în închisoarea de la Pitești.

A fost unul dintre subiecții experimentului de reeducare din închisorile de la Pitești și Gherla. Ar fi fost, conform martorilor oculari, cel mai schingiuit dintre toți deținuții, fiind una dintre victimele preferate ale lui Eugen Țurcanu, deoarece Oprișan avea calitatea de șef legionar. De asemenea, torționarul l-a torturat în mod special cu scopul de a anihila rezistența celor tineri din Frățiile de Cruce. Deși inițial a reușit să îl înfrunte pe Țurcanu, prelungirea supliciilor l-a făcut pe Oprișan să treacă până la urmă de partea „reeducării”. Ajuns în această situație a încercat însă să-și modereze comportamentul, pentru a putea reduce suferința viitoarelor sale victime.
La Gherla căderea fostul șef legionar s-a accentuat și acesta a participat la demascări. Datorită agravării tuberculozei a fost însă transferat la Târgu Ocna. Aici, autoritățile l-au folosit în procesul lui Vică Negulescu și al altora, dar Oprișan a reușit să-și revină pe pacursul procedurilor judiciare și s-a opus din nou presiunilor Securității, retrăgându-și toate declarațiile.
A fost trimis, grav bolnav fiind, în secția specială numită Casmica din închisoarea Jilava. Aici a fost deținut în aceeași celulă cu Marcel Petrișor, Iosif V. Iosif și Gheorghe Calciu-Dumitreasa. A murit la 37 de ani la 26 iulie 1958 în închisoarea Jilava, în condiții mizere, ca urmare a tuberculozei de care s-a îmbolnăvit în închisoarea de la Pitești, a supliciilor și regimului de exterminare la care fusese supus.

## In memoriam
Constantin Oprișan este pomenit în scrierile unor foști deținuți politici, precum, Dumitru Bordeianu (Mărturisiri din mlaștina disperării), Eugen Măgirescu (Moara dracilor. Amintiri din închisoarea Pitești.), Neculai Popa (Coborârea în iad: amintiri din închisorile României comuniste), Marcel Petrișor (Fortul 13. Convorbiri din detenție), Constantin Brânzaș (Raza din catacombă – Jurnal din inchisoare), Gheorghe Calciu-Dumitreasa (în revista The Ortodox Word), Grigore Dumitrescu (Demascarea), Virgil Maxim (Imn pentru crucea purtată) și Mihai Timaru (Amintiri de la Gherla) Dintre aceștia, Bordeianu, Măgirescu, Popa și Calciu-Dumitreasa au fost și ei legionari, iar Petrișor a avut în tinerețe contacte cu legionarii.)
În anul 2009 a apărut o colecție de versuri ale sale, reconstitutite din memorie de foști camarzi de-ai săi de celulă, precum Gheorghe Calciu-Dumitreasa și Marcel Petrișor, sub titlul de Cărțile spiritului și alte poezii. Apariția a fost precedată în anul 1995 de lucrarea Doi poeti damnați: Constantin Oprișan & Stefan Vladoianu : versuri memorate în inchisoare de Gheorghe Calciu, Iosif V. Iosif și Marcel Petrișor.

## Campania „Sfinții închisorilor”
Au existat unii oameni, cu o mare forță spirituală, în rândul deținuților politici care au decedat în închisorile comuniste. Acești deținuți au avut capacitatea de a îndura  suferințe de neimaginat, cu seninătate, reușind concomitent să aducă mângâiere și altora dintre cei aflați în închisoare. Cu referire la ei, a fost folosită sintagma de „sfinți ai închisorilor”, perspectiva asupra lor fiind variabilă: de la adevărați martiri creștini, până la mistici fanatici. Aceștia au fost propuși, inclusiv pentru canonizare.
Este de remarcat însă că, în calitate de deținut, Constantin Oprișan aparține unui grup de persoane format în marea majoritate, de personaje cu profil nedemocratic. Aceste persoane s-au remarcat prin concepții legionare, respectiv naționaliste radicale de dreapta. Supuse represaliilor, ele sunt în prezent preamărite ca martiri creștini și incluse în galeria Sfinților închisorilor.
Conform istoricului Adrian Cioflâncă, există o campanie extraordinară de promovare a cultului  „Sfinților închisorilor”, derulată de grupuri ortodoxiste, de oameni care scot bani din promovarea acestora și de multe grupuri neolegionare.